# Таремское
Та́ремское — село в Павловском районе Нижегородской области. Административный центр Таремского сельсовета. Крупнейший сельский населённый пункт Павловского района.
Примыкает к юго-западной части города Павлово. Через село проходит автодорога Нижний Новгород — Муром.

## Население
| 2002 | 2010  |
| ---- | ----- |
| 3112 | ↘3074 |

## История
Деревня Таремское, состоящая из 18 домов, впервые упоминается в 1621 году. (Ротштейн О. В., Шилова Н. И. «Павлово в XVII веке», 1930 год). Население занималось металлообработкой и земледелием.
Название села происходит от имени мордовского воеводы Тарема, изба которого стояла на месте современной улицы Центральной.
Первоначально жители Таремского селились на месте нынешней улицы Совхозной, но затем, после пожара, с резрешения сельского схода с. Павлова переселились на современное место.